# 마틴 페레로
마틴 페레로(Martin Ferrero, 1947년 9월 29일 ~ )는 미국의 배우이다.

## 출연 작품
- 테일러 오브 파나마
- 쥬라기 공원